# OnlyOffice
OnlyOffice (dříve TeamLab), stylizované jako ONLYOFFICE, je open source kancelářský balík, vyvinutý společností Ascensio System SIA, společnost se sídlem v lotyšské Rize a New Communication Technologies z Ruska. Kvůli sankcím proto někteří opouštějí toto řešení. Řešení nabízí online editory dokumentů, platformu pro správu dokumentů, firemní komunikaci, mail a nástroje pro řízení projektů.
OnlyOffice je dodáván buď jako SaaS řešení, nebo jako zařízení pro instalace na privátní síti. Přístup do systému je realizováno prostřednictvím vlastního on-line portál.

## Funkce
Rozhraní OnlyOffice je rozděleno do několika modulů: Dokumenty, CRM, Projekty, Pošta, Komunita, Kalendář a Diskuse.
OnlyOffice rozhraní je k dispozici ve 22 jazycích: azeri (latinka), čínština (Zjednodušená), čeština, nizozemština, angličtina, finština, francouzština, němčina, řečtina, italština, japonština, korejština, lotyština, polština, portugalština, ruština, slovinština, španělština, turečtina, ukrajinština a vietnamština.
Modul projektů je určen pro řízení fází daného projektu: plánování, vedení týmu a úkolu, delegování, monitorování a podávání zpráv. Modul také zahrnuje Ganttův Graf pro ilustraci etap projektů a závislosti mezi úkoly.
CRM modul umožňuje vedení klientské databáze, transakce a potenciální tržby, úkoly, historii vztahů s klienty. Tento modul také poskytuje on-line fakturace a prodejní přehledy. CRM lze volitelně integrovat s Twilio VoIP.
Mail kombinuje poštovní server pro vytvoření vlastní domény, emailových schránek a agregátor pošty pro centralizovanou správu více schránek.
Kalendář umožňuje plánování a sledovaní osobních a firemních událostí, termíny úkolů v Projektech a CRM, zasílání a přijímání pozvánek na události. Kalendář lze integrovat do kalendářů třetích stran, které podporují iCal.
Komunita nabízí funkce firemních sociálních sítí: ankety, firemní blog a diskusní fóra, zprávy, objednávky a oznámení, messenger.

## Technologie
Řešení je technologicky založeno na třech složkách: dokumentový server, komunitní server a poštovní server.
Dokumentový server spravuje textový dokument, tabulkový editor a editor prezentací. Je napsán v Javascriptu pomocí HTML5 Canvas.
Komunitní server hostí všechny funkční moduly OnlyOfficu. Je napsána v ASP.NET pro Windows a na Mono pro Linux a distribuce.
Poštovní server představuje sadu komponent, který umožňuje vytváření firemní poštovní schránky pomocí výchozích nebo vlastních domén. Poštovní server je založen na balíčku iRedMail, který se skládá z Postfix, Dovecot, SpamAssassin, ClamAV, OpenDKIM, Fail2ban.

## On-Line Editory
OnlyOffice balíček se skládá z online editorů. To zahrnuje textové, tabulkové a prezentační editory, které zahrnují funkce podobné jako Microsoft desktop editorů (Word, Excel a PowerPoint). Od verze 5.0 z redaktorů rozhraní byla obnovena s kartami nástrojů. Editory umožňují co-editace, komentování a dialogu v reálném čase a poskytovat takové funkce, jako je Historie Revizí a hromadné Korespondence.

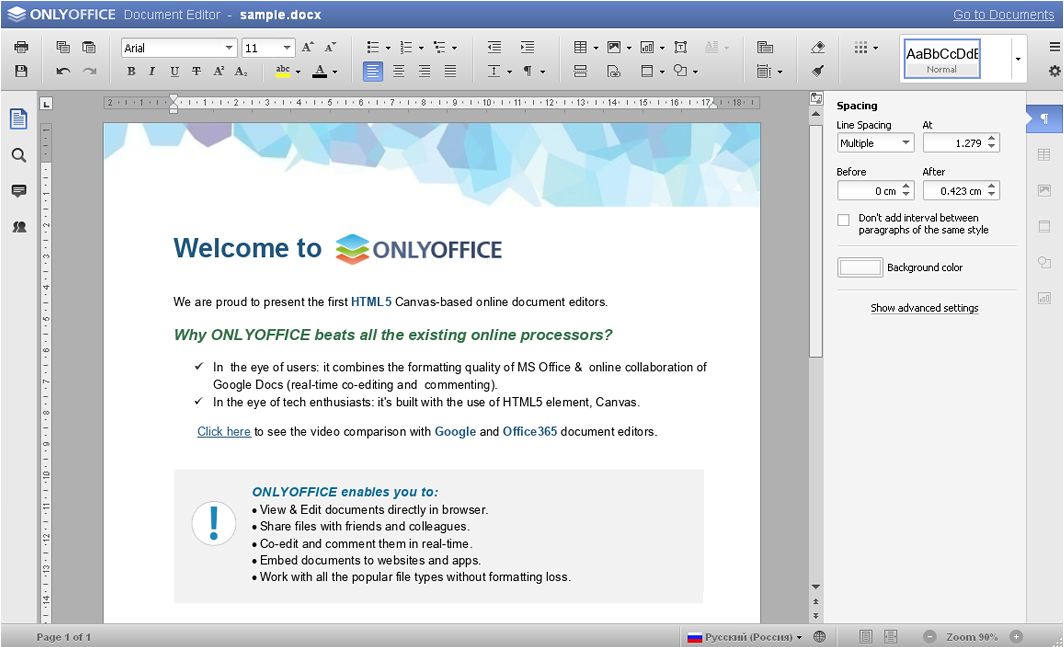
Online Editor Dokumentů
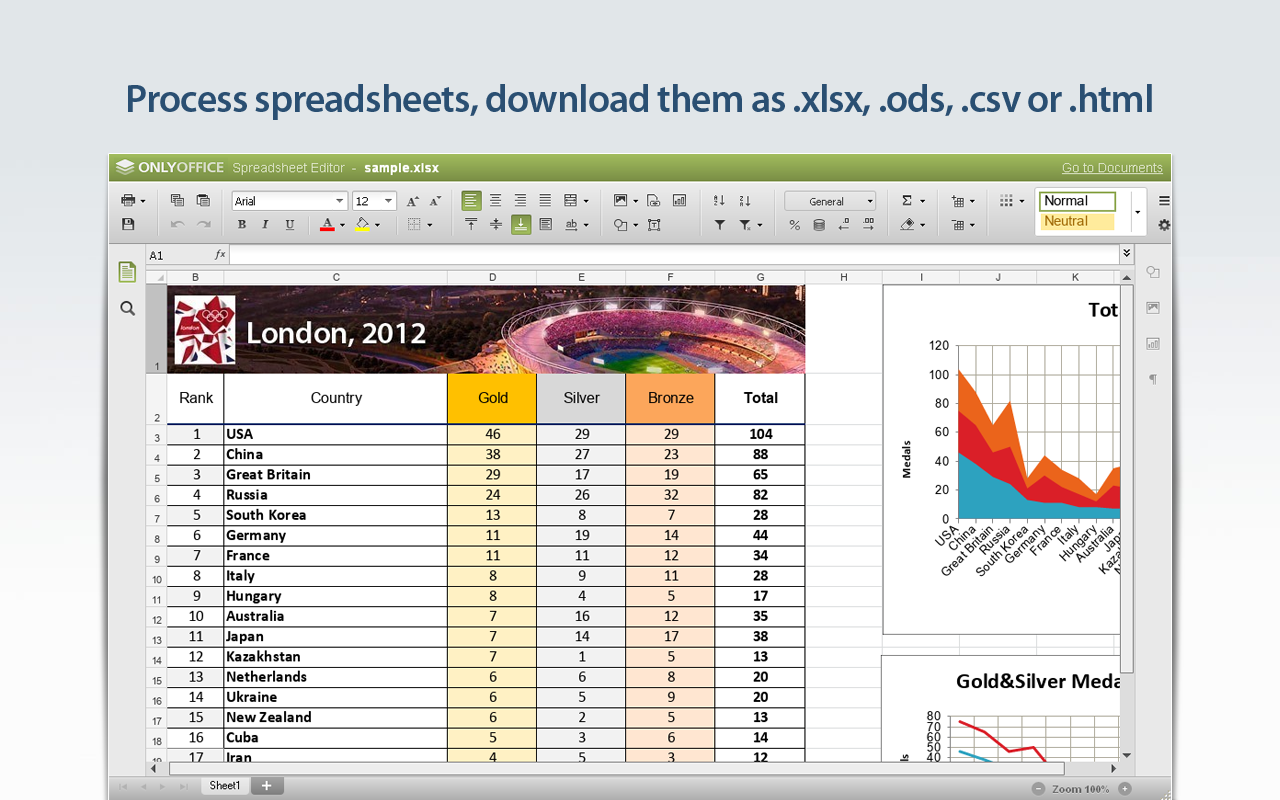
On-Line Tabulkový Editor
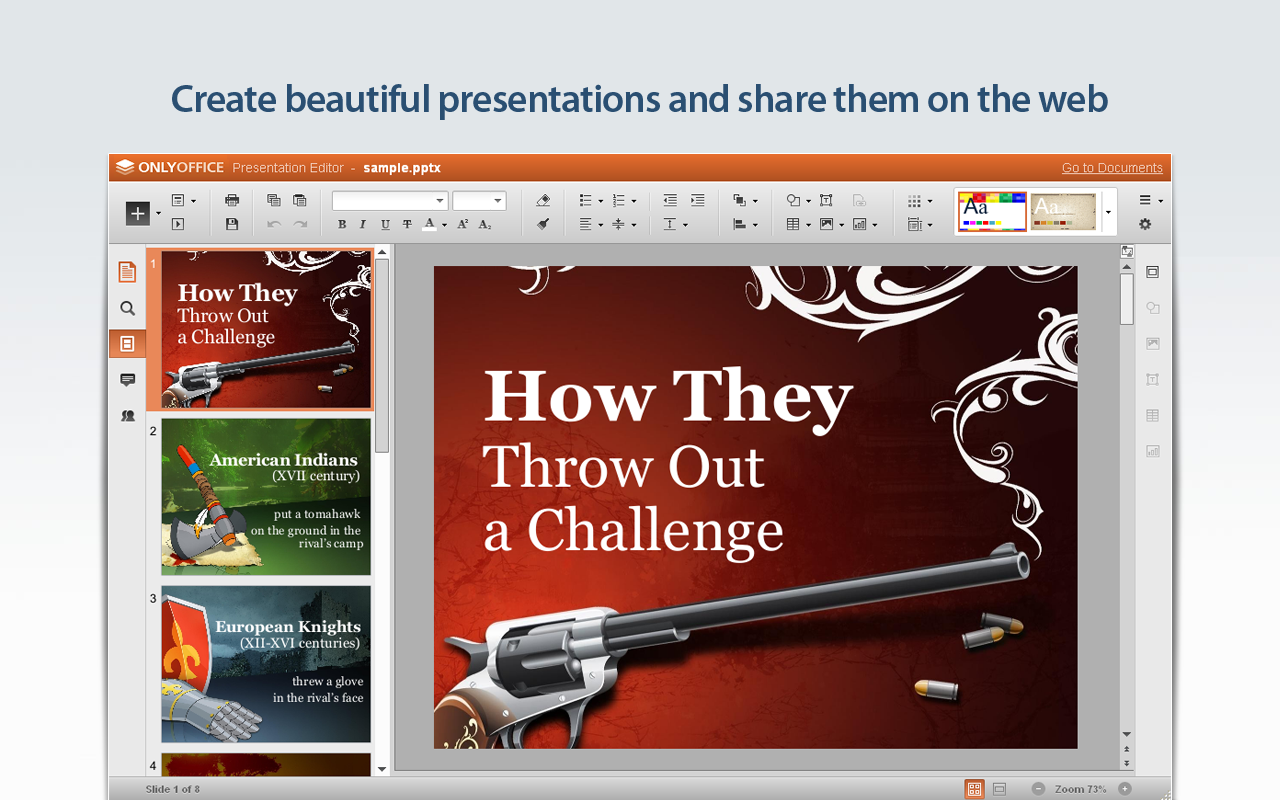
On-Line Prezentace Editor

Beta verze (předchůdce OnlyOffice) Online Editors Teamlab dokumentový editor, byl představen na veletrhu CeBIT 2012 v Hannoveru. Produkt byl naprogramován pomocí Canvas, což je část HTML5, který umožňuje dynamické a šikovné vykreslování 2D obrazců a bitmapových obrázků.
Tato technologie je známá, že zachovává počáteční formátování bez ohledu na prohlížeč nebo operační systém. Podle blogu společnosti Canvas umožňuje přidávat funkce, které byly dříve k dispozici pouze v desktopové aplikaci, jako je například podpora sofistikovaných formátování vícestránkových dokumentů, a větší množství písem.
Základní typy formátů používaných v OnlyOffice dokumentových editorů je OOXML (DOCX, XLSX, PPTX). Jiné typy podporovaných formátů (ODT, DOC, RTF, EPUB, MHT, HTML, HTM, ODS, XLS, CSV, ODP, PPT) jsou zpracovány s vnitřní konverzí DOCX, XLSX nebo PPTX.
Funkce sady lze rozšířit pomocí pluginů (vedlejší aplikací). Uživatelé si mohou vybrat z existujícího seznamu pluginů nebo vytvářet své vlastní aplikace pomocí poskytnutého rozhraní API.
Editory ONLYFFICU mohou být integrovány s DocuSign službou elektronického podpisu, která je pak prostřednictvím rozhraní editoru.
Služba OnlyOffice také umožňuje přístup k dokumentům v platformách pro ukládání dat třetích stran, jako jsou Google Drive, Box, OneDrive, Dropbox, OwnCloud, Nextcloud a Yandex.Disk.
Online editory lze integrovat do aplikací napsaných v libovolném programovacím jazyce: .Net (C#), Node.js, Java, PHP, Ruby, atd.

## Offline editory
OnlyOffice na ploše jsou v režimu offline balíčku. Offline editory podporují kolaborativní editační funkce při připojení k portálu. Aplikace je k dispozici zdarma pro osobní i komerční využití.
Pro offline editory cross-platform řešení je k dispozici pro Windows 10, 8.1, 8, 7, XP, Vista (x32 a x64), Debian, Ubuntu a další Linuxové distribuce založené na RPM, Mac OS 10.10 a novější. Kromě platformy specifické verze existuje i přenosná varianta.
Editory jsou kompatibilní s MS Office (OOXML) a OpenDocument (ODF) formáty a podporují DOC, DOCX, ODT, RTF, TXT, PDF, HTML, EPUB, XPS, DjVu, XLS, XLSX, ODS, CSV, PPT, PPTX, ODP.
Podobně jako balíček on-line, základní sada nástrojů offline editorů pro OnlyOffice může být aktualizován pomocí vedlejších pluginů.
Offline editory jsou distribuovány pod AGPL v3 licencí pro osobní i komerční využití.
OnlyOffice editory jsou k dispozici také jako mobilní aplikace pro iOS a Android (pouze zobrazení). Aplikace se nazývá ONLYOFFICE Documents.

## Nextcloud a ownCloud integrace
V únoru 2017 vydal OnlyOffice aplikaci pro integraci do Nextcloud a ownCloud. V rozhraní platformy je možné vytvářet a upravovat OnlyOffice textový editor, tabulkový editor i editor prezentací. Díky integraci s jednou z těchto služeb mohou být OnlyOffice jako součást Univention Corporate Server.
Podobné aplikace byly vyvinuty pro Sharepoint, Confluence a pod Alfresco.
Aplikace běží AGPL v3 open source licencí jako další serverová a klientská řešení OnlyOfficu a je k dispozici na GitHub.

## Historie
- V roce 2009, skupinu softwarových vývojářů, v čele s Levem Bannovovem, zahájila projekt s názvem TeamLab, platformu pro interní týmovou spolupráci, která zahrnovala několik sociálních  funkcí (např. blog, fórum, wiki, záložky).[17]
- V Březnu 2012, TeamLab představil první HTML5-založený dokument redaktorů na veletrhu CeBit.
- V červenci 2014, Teamlab Kancelář byla oficiálně přejmenoval na OnlyOffice a zdrojový kód produktu byl zveřejněn na Sourceforge a Github za podmínek AGPLv3.[18]
- V Březnu 2016, vývojáři OnlyOffice vydali desktopové aplikace – OnlyOffice offline editory, které jsou volně ke stáhnutí jako alternativa k Microsoft Office.
- V únoru 2017, byla spuštěna aplikace pro integraci s ownCloud/Nextcloud.[19]

## Recenze
Produkt byl přezkoumán podle TechRadar, CMSWiRE, LiveEnterprise, Techi.com, Business Insider, TechRepublic, Unixmen, NoobsLAB, PCMag, Linux.com, Softpedia, FOSS Force
OnlyOffice se vztahuje k TechCrunch, Liventerprise, Gizmo ' s Freeware.